# 목포의 눈물 노래비
목포의 눈물 노래비는 전라남도 목포시 죽교동에 있다. 2016년 7월 28일 목포시의 문화유산 제27호로 지정되었다.

## 개요
‘목포의 눈물’은 전국6대도시를 대상으로 한 향토노래 공모전에 목포 문인 문일석이 응모한 ‘목포의 노래’라는 작품이 선정된 후 손목인의 작곡을 거쳐 ‘목포의 눈물’ 로 만들어졌고, 가수는 목포 출신 이난영이 선정되어 음반으로 발표되었다. 당시 목포는 6대도시에 포함될 정도였고, ‘목포’라는 이름이 국민적 공감대를 끌어낼 수 있는 비중을 차지하고 있었다.  ‘목포의 눈물’은 나라 잃은 설움과 이별의 아픔을 느끼던 전 국민의 심금을 울렸고, 지금까지도 애창되고 있다. 목포하면 가장 먼저 떠오르는 이미지가 대중가요 ‘목포의 눈물’이라는 점에 많은 사람들이 공감하고 있다.

## 같이 보기
- 목포의 눈물